# Lindsleyita
La lindsleyita és un mineral de la classe dels òxids, que pertany al grup de la crichtonita. Rep el nom en honor de Donald Hale Lindsley (1934-), professor del Departament de Ciències de la Terra i de l'Espai de la Universitat Estatal de Nova York, en reconeixement de les seves contribucions a la mineralogia, entre d'altres.

## Característiques
La lindsleyita és un òxid de fórmula química (Ba,Sr)(Zr,Ca)(Fe,Mg)₂(Ti,Cr,Fe)18O38. Cristal·litza en el sistema trigonal. La seva duresa a l'escala de Mohs és 7,5. Va ser aprovada com a espècie vàlida per l'Associació Mineralògica Internacional l'any 1982, i la primera publicació data d'un any més tard.
Segons la classificació de Nickel-Strunz, la lindsleyita pertany a «04.CC: Òxids amb relació Metall:Oxigen = 2:3, 3:5, i similars, amb cations de mida mitjana i gran» juntament amb els següents minerals: cromobismita, freudenbergita, grossita, clormayenita, yafsoanita, latrappita, lueshita, natroniobita, perovskita, barioperovskita, lakargiïta, megawita, loparita-(Ce), macedonita, tausonita, isolueshita, crichtonita, davidita-(Ce), davidita-(La), davidita-(Y), landauïta, loveringita, mathiasita, senaïta, dessauïta-(Y), cleusonita, gramaccioliïta-(Y), diaoyudaoïta, hawthorneïta, hibonita, lindqvistita, magnetoplumbita, plumboferrita, yimengita, haggertyita, nežilovita, batiferrita, barioferrita, jeppeïta, zenzenita i mengxianminita.

## Formació i jaciments
Aquesta espècie va ser descrita a partir d'exemplars trobats en dos indrets de Kimberley, al Cap Septentrional (Sud-àfrica): les mines De Beers Mine i Bultfontein. També ha estat descrita en altres indrets del mateix país que la localitat tipus, així com a Rússia, Itàlia, Xina, Canadà i Austràlia.